# Madonna col Bambino, quattro santi e un donatore
La Madonna col Bambino, quattro santi e un donatore (nota anche come Sacra Conversazione Dolfin) è un dipinto del pittore veneziano Giovanni Bellini con aiuti realizzato nel 1507 e conservato nella Chiesa di San Francesco della Vigna a Venezia. 
L'immagine rappresenta quattro santi (sa sinistra a destra: Giovanni Battista, Francesco, Girolamo e Sebastiano) ed, inginocchiato con le mani in preghiera, il committente Giacomo Dolfin (questo), da cui il titolo convenzionale. 

## Descrizione
Pur mai messa in dubbio nelle fonti antiche la tela rivela alcune debolezze e rimaneggiamenti che fanno da una parte supporre la presenza di aiuti. Per i due santi sulla sinistra (Il Battista e Francesco) è stato proposto l'intervento di Andrea Previtali mentre il donatore risulta ridipinto nel tardo Cinquecento (forse da Domenico Tintoretto) fatto confermato dalle radiografie eseguite nel 1932. Più solide risultano le figure dei santi a destra: Sebastiano, unico a fissare fuori dal quadro, e il meditabondo Girolamo.
Appartiene al genere delle sacre conversazioni ma a differenza di quella di San Zaccaria il gruppo è più strettamente raccolto attorno alla Madonna che trattiene dolcemente un composto Bambino e alle spalle appare un paesaggio collinoso di ispirazione giorgionesca. Probabilmente, grazie proprio alla novità del paesaggio, piacque ai contemporanei tant'è che ne furono richieste delle copie con qualche variazione: si possono ricordare qualla di Gerolamo da Santacroce all'Accademia dei Concordi o quella di un seguace del Bellini all'Accademia di Carrara.
Probabilmente in origine sostituì sullo stesso altare la piccola pala del Cristo incoronato di spine, che fu donata a Luigi XII di Francia ed è ora a Stoccolma. Senz'altro dopo costruzione della nuova chiesa sansovinesca e lo spostamento nella collocazione attuale la tavola venne ridotta come rivela il campanile tagliato sullo sfondo. Negli anni ottanta del Novecento, a causa dei reiterati distacchi della superficie dipinta, si dovette prendere la decisione di trasportare il dipinto su tela eliminando completamente il tavolato.